# Paranelima mexicanus
Paranelima mexicanus is een hooiwagen uit de familie Sclerosomatidae.